# Elite Model Look Chile
Elite Model Look Chile es un evento anual de modelaje realizado por Elite Model Chile Management desde 1997. La ganadora del título se lo lleva durante un año, participando posteriormente en el concurso internacional Elite Model Look. la primera finalista es para Elite Model Look Latino. La selección de las delegadas se realiza en "scoutings" en diferentes ciudades de Chile.

## Ganadores

### EML Chile para Elite Model Look International
| Año  | Concursante            | Clasificación                             | Localización           |
| ---- | ---------------------- | ----------------------------------------- | ---------------------- |
| 1997 | Carolina Ruiz          | Top 30                                    | Niza, Francia          |
| 1998 | Karen Bravo            | No finalista                              | Niza, Francia          |
| 1999 | Paloma Moreno          | Top 12                                    | Niza, Francia          |
| 1999 | Caterina Jadresic      | No finalista                              | Niza, Francia          |
| 2000 | Eva Siebert            | No finalista                              | Ginebra, Suiza         |
| 2001 | Renata Ruiz            | 1ª finalista                              | Niza, Francia          |
| 2002 | Ximena Huilipán        | No finalista                              | Túnez, Túnez           |
| 2003 | Roberta Hinrichsen     | No finalista                              | Singapur               |
| 2004 | Vanessa Ceruti         | No finalista                              | Shanghái, China        |
| 2005 | María Alicia Hernández | No finalista                              | Shanghái, China        |
| 2006 | Catalina Barra         | Top 15                                    | Marrakech, Marruecos   |
| 2006 | Xamira Zuloaga         | Top 15                                    | Marrakech, Marruecos   |
| 2007 | Sofía Izquierdo        | No finalista                              | Praga, República Checa |
| 2008 | Josefina Cisternas     | 1ª finalista                              | Sanya, China           |
| 2009 | María Teresa Stange    | No finalista                              | Sanya, China           |
| 2010 | Augusta Montt          | No finalista                              | Shanghái, China        |
| 2010 | Chris Frohlich         | No finalista                              | Shanghái, China        |
| 2011 | Lieve Dannau           | 2ª finalista                              | Shanghái, China        |
| 2012 | Trinidad de la Noi     | 1ª finalista                              | Shanghái, China        |
| 2013 | Catalina Chadwick      | No finalista                              | Shenzhen, China        |
| 2014 | Elna Petrowitsch       | No finalista                              | Shenzhen, China        |
| 2015 | Chiara Leone           | 1ª finalista (mujeres)                    | Milán, Italia          |
| 2016 | Antonia Montealegre    | No finalista (ganadora de redes sociales) | Lisboa, Portugal       |
| 2017 | Victoria Moretti       | No finalista                              | Milán, Italia          |
| 2017 | Germán Cuevas          | No finalista                              | Milán, Italia          |
| 2018 | Camila Fosk            | Top 15                                    | Tenerife, España       |
| 2019 | Macarena Cannoni       | No finalista                              | París, Francia         |
| 2019 | Mattia Mauriziano      | No finalista                              | París, Francia         |
| 2022 | Sara Caballero         | Top 10                                    | Praga, República Checa |
| 2024 | Delfina Balmaceda      | No finalista                              | Praga, República Checa |
| 2024 | León García            | No finalista                              | Praga, República Checa |

### EML Chile para Elite Model Look Latino
| Año  | Concursante         | Clasificación |
| ---- | ------------------- | ------------- |
| 1999 | Caterina Jadresic   | N/A           |
| 2004 | Josefina Montané    | N/A           |
| 2005 | Mariela Morán       | N/A           |
| 2006 | Xamira Zuloaga      | Ganadora      |
| 2007 | Katherine Sosemann  | N/A           |
| 2008 | María Teresa Stange | N/A           |

## Concursantes anteriores notables
- Ana Luisa König
- Constanza Silva
- Bernardita Zúñiga
- Gabriela Fuentes
- Sofía Stitchkin
- Inna Moll
- Ignacia Walton
- Carolina de Moras
- Javiera Díaz de Valdés
- Lucy Cominetti
- Ángela Prieto
- Josefina Montané
- Fernanda Figueroa
- Isidora de Solminihac
- Carolina López Fortuño
- Tutu Vidaurre